# Mentzelia texana
Mentzelia texana är en brännreveväxtart som beskrevs av Ignatz Urban och Gilg. Mentzelia texana ingår i släktet Mentzelia och familjen brännreveväxter. Inga underarter finns listade i Catalogue of Life.